# العلاقات الأرجنتينية الكولومبية
العلاقات الأرجنتينية الكولومبية هي العلاقات الثنائية التي تجمع بين الأرجنتين وكولومبيا.

## مقارنة بين البلدين
هذه مقارنة عامة ومرجعية للدولتين:
| وجه المقارنة                                              | الأرجنتين                                               | كولومبيا        |
| --------------------------------------------------------- | ------------------------------------------------------- | --------------- |
| المساحة (كم2)                                             | 2.78 مليون                                              | 1.14 مليون      |
| عدد السكان (نسمة)                                         | 44.27 مليون                                             | 49.07 مليون     |
| الكثافة السكانية (ن./كم²)                                 | 15.92                                                   | 43.04           |
| العاصمة                                                   | بوينس آيرس                                              | بوغوتا          |
| اللغة الرسمية                                             | اللغة الإسبانية                                         | اللغة الإسبانية |
| العملة                                                    | البيزو الأرجنتيني 1983 ‏، بيزو أرجنتيني، أسترال أرجنتيني | بيزو كولومبي    |
| الناتج المحلي الإجمالي (بليون دولار)                      | 637.59 مليار                                            | 309.19 مليار    |
| الناتج المحلي الإجمالي (تعادل القوة الشرائية) بليون دولار | 883.02 مليار                                            | 724.96 مليار    |
| الناتج المحلي الإجمالي الاسمي للفرد دولار أمريكي          | 13.43 ألف                                               | 7.60 ألف        |
| الناتج المحلي الإجمالي للفرد دولار أمريكي                 |                                                         | 13.36 ألف       |
| مؤشر التنمية البشرية                                      | 0.827                                                   | 0.720           |
| رمز المكالمات الدولي                                      | +54                                                     | +57             |
| رمز الإنترنت                                              | .ar                                                     | .co             |
| المنطقة الزمنية                                           | 00                                                      | 00              |

## مدن متوأمة
في ما يلي قائمة باتفاقيات التوأمة بين مدن أرجنتينية وكولومبية:
- ترتبط روساريو مع مانيزاليس باتفاقية توأمة منذ 1987.[14][15][15][15]
- ترتبط بوينس آيرس مع بوغوتا باتفاقية توأمة منذ 19 مايو 1994.
- ترتبط لوماس دي ثامورا مع إيباغيه باتفاقية توأمة.

## منظمات دولية مشتركة
يشترك البلدان في عضوية مجموعة من المنظمات الدولية، منها:
| علم المنظمة | اسم المنظمة                                                          | تاريخ انضمام الأرجنتين | تاريخ انضمام كولومبيا |
| ----------- | -------------------------------------------------------------------- | ---------------------- | --------------------- |
|             | المنظمة الهيدروغرافية الدولية                                        | ?                      | ?                     |
|             | بنك أمريكا الوسطى للتكامل الاقتصادي ‏                                 | ?                      | ?                     |
|             | منظمة الشرطة الجنائية الدولية                                        | ?                      | ?                     |
|             | الاتحاد البريدي العالمي                                              | ?                      | ?                     |
|             | وكالة حظر الأسلحة النووية في أمريكا اللاتينية ومنطقة البحر الكاريبي ‏ | ?                      | ?                     |
|             | منظمة التجارة العالمية                                               | ?                      | ?                     |
|             | الفريق المعني برصد الأرض                                             | ?                      | ?                     |
|             | اتحاد دول أمريكا الجنوبية                                            | ?                      | ?                     |
|             | مؤسسة التنمية الدولية                                                | 3 أغسطس 1962           | 16 يونيو 1961         |
|             | مجموعة دول الأنديز                                                   | ?                      | ?                     |
|             | مؤسسة التمويل الدولية                                                | 13 أكتوبر 1959         | 20 يوليو 1956         |
|             | منظمة حظر الأسلحة الكيميائية                                         | ?                      | ?                     |
|             | الأمم المتحدة                                                        | 24 أكتوبر 1945         | 5 نوفمبر 1945         |
|             | الاتحاد الدولي للاتصالات                                             | 1889                   | 25 أغسطس 1914         |
|             | البنك الدولي للإنشاء والتعمير                                        | 20 سبتمبر 1956         | 24 ديسمبر 1946        |
|             | المركز الدولي لتسوية المنازعات الاستشارية                            | 18 نوفمبر 1994         | 14 أغسطس 1997         |
|             | وكالة ضمان الاستثمار متعدد الأطراف                                   | 11 فبراير 1992         | 30 نوفمبر 1995        |
|             | يونسكو                                                               | 15 سبتمبر 1948         | 31 أكتوبر 1947        |

## أعلام
هذه قائمة لبعض الشخصيات التي تربطها علاقات بالبلدين:
- ألفريدو دي ستيفانو (لاعب كرة قدم أرجنتيني، 4 يوليو 1926[23][24][25] – 7 يوليو 2014[23][24][25])
- جايمي برموديز (1966 – )
- خواكين موسكيرا (سياسي كولومبي، 14 ديسمبر 1787 – 4 أبريل 1878)
- ستيفاني بياتريس (ممثلة أمريكية، 10 فبراير 1981 – )
- كارلوس نافارو مونتويا (26 فبراير 1966 – )
- مارتن بالزا (دبلوماسي أرجنتيني، 13 يونيو 1934 – )

## وصلات خارجية
- موقع وزارة الخارجية الأرجنتينية